# Peter Abelsson
Peter Ivan Abelsson, född 14 juli 1977, är en svensk före detta fotbollsspelare (försvarare). 
Hans moderklubb var Flerohopps GoIF och han spelade även som junior för Nybro IF. Som seniorspelare representerade han Trelleborgs FF och Malmö FF samt utlandsspel i norska Viking FK. Han vann SM-guld 2004 med Malmö FF.
Abelsson spelade under sin karriär vanligtvis som mittback, men han hade även offensiva kvaliteter. Under tiden i Malmö FF flyttades han ofta upp i straffområdet vid hörnor där han gjorde ett par uppmärksammade nickmål. 

## Karriär

### Ungdomskarriär
Abelsson började spela fotboll i lokala Flerohopps GoIF. Han spelade som junior även för Nybro IF.

### Trelleborgs FF
1999 gick Abelsson från Nybro till Trelleborgs FF där han snabbt utmärkte sig som en stabil mittback och blev sedermera lagkapten. Han spelade sex säsonger för klubben (1999–2004).

### Malmö FF
Till hösten 2004 värvades han till Malmö FF för att stärka backsidan efter att Daniel Majstorovic blivit utlandsproffs. Det slutade med SM-guld för både MFF och Abelsson. I den andra kvalificeringsomgången till Champions League 2005/2006 byttes Abelsson in i den 85:e minuten och gjorde tre minuter senare det viktiga 2–2-målet mot Maccabi Haifa som tog Malmö FF vidare till den tredje kvalomgången.

### Viking FK
I januari 2006 skrev han på för norska Viking FK, där han återförenades med tidigare MFF-tränaren Tom Prahl. Han gjorde sin debut i Tippeligaen den 9 april 2006 i en 0–0-match mot HamKam.

### Återkomst i TFF
Inför säsongen 2009 återvände han till Trelleborgs FF.
I februari 2013 meddelade Abelsson att han avslutade sin spelarkarriär.

### Återvänder till moderklubben
Den 10 augusti 2017 återvände Peter Abelsson till moderklubben Flerohopps GoIF i Division 6. Han spelade två matcher och gjorde ett mål under hösten 2017.
Under 2018 var han en naturlig del av laget och gjorde två mål på nick i premiärmatchen mot Johansfors IF. Totalt spelade han 13 matcher och gjorde tre mål under säsongen 2018. Säsongen 2019 spelade Abelsson 18 matcher och gjorde tre mål i Division 5.